# Campylopodiella malagensis
Campylopodiella malagensis là một loài rêu trong họ Dicranaceae. Loài này được Herzog J.-P. Frahm mô tả khoa học đầu tiên năm 1984.